# Charles Dieupart
François Dieupart aussi connu comme Charles Dieupart est un musicien (claveciniste et violoniste) français, né à Paris le 10 août 1676 et mort à Saint-Germain-sur-École (Seine-et-Marne) le 26 janvier 1751.

## Biographie
L'identité de Dieupart a longtemps été faussée par un article de la revue The Spectator, repris par John Hawkins et Charles Burney, mais les documents d'archives prouvent qu'il se prénommait François (aucun Charles ne figure dans son arbre généalogique) et qu'il était le fils de Nicolas Dieupart, cromorne, flûte et trompette marine de la Grande Écurie à Versailles, et de Marie Burel.
On ne connaît pas les détails de sa formation mais ses pièces de clavecin témoignent de l'influence certaine de la musique de Nicolas Lebègue et de Jean-Henry d'Anglebert.  Il est possible qu'il soit entré en contact avec Guillaume Gabriel Nivers et très probable qu'il ait fréquenté le cercle musical gravitant autour de Jacques II d'Angleterre et de sa cour exilée à Saint-Germain-en-Laye. 
Sa présence en Angleterre est attestée dès 1703, mais il y émigra sans doute avant cette date, peut-être à l'invite d'Elizabeth Wilmot de Rochester, comtesse de Sandwich, qui visita longuement Paris en 1698 et 1699 et qui y fit très probablement sa connaissance. Connaisseur de la musique italienne et admirateur de Corelli, il a été en Angleterre un musicien apprécié de la haute société. Après avoir participé à l'essor de l'opéra italien importé à Londres par Thomas Clayton, il semble avoir vécu de concerts et de leçons prodiguées auprès des membres les plus distingués de la noblesse et de la gentry. Sa dernière apparition anglaise date de 1734 et son retour définitif en France de 1735. Contrairement à ce qu'avance la biographie d'Hawkins, François Dieupart ne mourut pas indigent à Londres vers 1740 mais se maria en 1744 avec Angélique Anne Lefebvre des Boulleaux (1721-1791), fille d'un avocat maire de Melun et premier président au présidial de cette ville. Il mourut sans postérité mais entouré de ses proches dans sa maison de Saint-Germain-sur-École le 26 janvier 1751. 
Il a publié en 1701 à Amsterdam un remarquable recueil de six suites pour le clavecin joignant l'esthétique italienne à la tradition française. Ces suites sont de structure très homogène, comprennent chacune 7 pièces, dans le même ordre et débutent, non par un prélude, mais par une ouverture solennelle « à la française », c'est-à-dire dans le style de Lully, à deux ou trois mouvements, lent pointé-fugato-reprise. Ces suites peuvent aussi être jouées par un petit ensemble instrumental, et les deux versions parurent à la même époque.
Ce recueil, largement diffusé en Europe  a probablement inspiré Nicolas Siret dont le premier livre adopte l'ouverture comme pièce initiale — disposition exceptionnelle chez les Français — et surtout Johann Sebastian Bach dans ses Suites anglaises : on y retrouve en effet des thèmes musicaux très proches, une structure formelle comparable (et différente de celle adoptée dans ses Suites françaises) ; le titre lui-même pourrait provenir du séjour anglais de Dieupart.

## Œuvre

### Compositions pour le clavecin

#### Six suites de clavecin (Amsterdam, v. 1700)
- Première suite (la majeur)

Ouverture -  Allemande -  Courante -  Sarabande -  Gavotte -  Menuet -  Gigue
- Deuxième suite (ré majeur)

Ouverture -  Allemande -  Courante -  Sarabande -  Gavotte -  Passepied -  Gigue
- Troisième suite (si mineur)

Ouverture -  Allemande -  Courante -  Sarabande -  Gavotte -  Menuet -  Gigue
- Quatrième suite (mi mineur)

Ouverture -  Allemande -  Courante -  Sarabande -  Gavotte -  Menuet -  Gigue
- Cinquième suite (fa majeur)

Ouverture -  Allemande -  Courante -  Sarabande -  Gavotte -  Menuet -  Gigue
- Sixième suite (fa mineur)

Ouverture -  Allemande -  Courante -  Sarabande -  Gavotte -  Menuet -  Gigue

#### Autre composition pour clavecin
- Select Lessons for Harpsichord or Spinett (Walsh, Londres)

### Concertos
- Concerto à 5 pour violon, cordes et basse continue
- Concerto à 5 pour hautbois, cordes et basse continue en la majeur
- Concerto à 5 pour flûte, cordes et basse continue en la mineur
- 2 Concertos grossos
- 2 Concertos pour deux chœurs en mi mineur, en si bémol majeur
- Concerto pour trompette, deux hautbois et basse continue en si mineur

### Autres œuvres
- 6 Sonates pour flûte à bec et basse continue (Londres, 1717)
- Environ 30 Airs dans The Musical Miscellany (entre 1729 et 1731)

## Discographie
- Six suites pour flûte à bec, Sergio Balestracci, flûte à bec, Guido Balestracci, viole de gambe basse, Massimo Lonardi, archiluth, Ottavio Dantone, clavecin - CD Stradivarius Dulcimer 1994.
- Six Suites pour clavecin, Huguette Grémy-Chauliac. CD Arion/Pierre Vérany. 1999. Diapason d'or
- Quatre Suites de clavecin, Marie Van Rhijn, clavecin, Héloïse Gaillard, flûte, hautbois, Tami Trauman, violon baroque, Myriam Rignol, basse de viole, Pierre Rinderknecht, théorbe, 2020 [2].

### Partitions gratuites
- « Charles Dieupart » (partitions libres de droits), sur l'IMSLP